# Старший полковник
Старший полковник  — військове звання у збройних силах деяких країн. Існує у збройних силах КНР (кит. 大校, акад. Дасяо), КНДР (течва, 대좌) і В'єтнаму (Đại tá) та деяких інших держав.
Відповідає рангу бригадира Британської армії.
Звання старшого полковника вище за рангом від полковника, але нижче від генерал-майора чи бригадного генерала.

## Узбройних силахсвіту

### Китай
Старший полковник у НВАК має розташовані поздовжньо в ряд чотири зірки на погоні з двома просвітами. 

### Північна Корея
У старшого полковника Корейської Народної Армії чотири великих зірки розташовані як у  капітана, але на погонах з двома просвітами.

### В'єтнам
Звання старшого полковника, як найвищого звання старшого офіцерського складу присутнє в Збройних силах В'єтнам у і відповідає класу НАТО OF6. Звання за рангом вище ніж полковник (OF5), але нижче від генерал-майора (OF7).
Знаки розрізнення старшого полковника В'єтнамської Народної Армії виглядали як чотири зірки розташовані чотирикутником над двома смужками на петлицях. З 2008 року в збройних силах використовуються погони. Старші офіцери, як знак свого класу мають дві поперечні смуги в основі погону. Знаком розрізнення старшого полковника є чотири п’ятипроменеві зірки розташовані вздовж вісі погону.
Спеціальне звання старший полковник, також присутнє у в’єтнамській поліції. Погони старшого полковника поліції, мають два просвіти, та чотири п’ятипроменеві зірки розташовані як на погонах у радянського капітана. 

### Туніс
Звання старшого полковника, як найвищого звання старшого офіцерського складу присутнє в Збройних силах Тунісу і відповідає класу НАТО OF6. Звання за рангом вище ніж полковник (OF5), але нижче від бригадного генерала(OF7). Знаками розрізнення старшого полковника туніської армії, є погони з державним гербом у верхній частині яких розміщено схрещені шаблі. Слід зауважити, що емблема у вигляді схрещених шабель притаманна знакам розрізнення генералів. 

### Аргентина
Звання старшого полковника (полковника-майора), звання присутнє в Збройних силах Аргентини і відповідає класу НАТО OF6. Звання за рангом вище ніж полковник (OF5), але нижче від бригадного генерала(OF7). Знаки розрізнення старшого полковника аргентинської армії, розміщуються на погонах. На погоні старшого полковника розміщується одна розетка на червоній підкладці. Слід зауважити, що такі знаки розрізнення притаманні знакам розрізнення генералів. 

### Буркіна-Фасо
Звання старшого полковника, як найвищого звання старшого офіцерського складу присутнє в Збройних силах Буркіна-Фасо і відповідає класу НАТО OF5. Звання за рангом вище ніж полковник (також OF5), але нижче від бригадного генерала (OF6).
Знаки розрізнення в Збройних силах Буркіна-Фасо побудовані за французьким зразком. Знаками розрізнення старшого полковника, є сім стрічок на погонах (п’ять широких, як у полковника, вище яких ще дві вузькі стрічки) вище яких розміщено емблему. 

### Збройні сили Кот-д'Івуар
Звання старшого полковника, як найвищого звання старшого офіцерського складу присутнє в Збройних силах Збройні сили Кот-д'Івуар і відповідає класу НАТО OF5. Звання за рангом вище ніж полковник (також OF5), але нижче від бригадного генерала (OF6).
Знаки розрізнення в Збройних силах Збройні сили Кот-д'Івуару сформувалися під французьким впливом. Знаками розрізнення старшого полковника, є сім золотих (четверта срібна) стрічок вздовж погону.

### Малі
Звання старшого полковника, як найвищого звання старшого офіцерського складу присутнє в Збройних силах Малі і відповідає класу НАТО OF5. Звання за рангом вище ніж полковник (також OF5), але нижче від бригадного генерала (OF6).
Знаки розрізнення в Збройних силах Малі побудовані за французьким зразком. Знаками розрізнення старшого полковника, є вісім золотих стрічок на погонах (четверта та сьома срібні). 

## Галерея

Погон старшого полковника Армії Китаю (1955-1965)
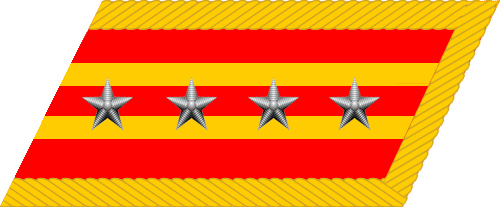
Петлиця старшого полковника Армії Китаю (1955-1965)
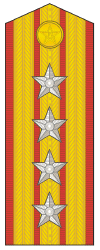
Погон старшого полковника Армії Китаю (1988-2007)
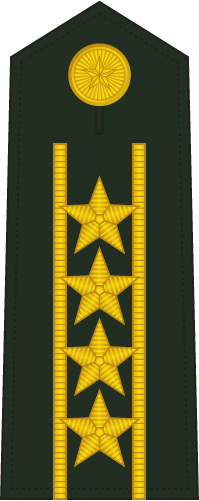
Погон старшого полковника Армії Китаю (2007-2009)
Погон старшого полковника Армії Китаю (з 2009)
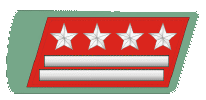
Петлиця старшого полковника армії В'єтнаму (з 1960)
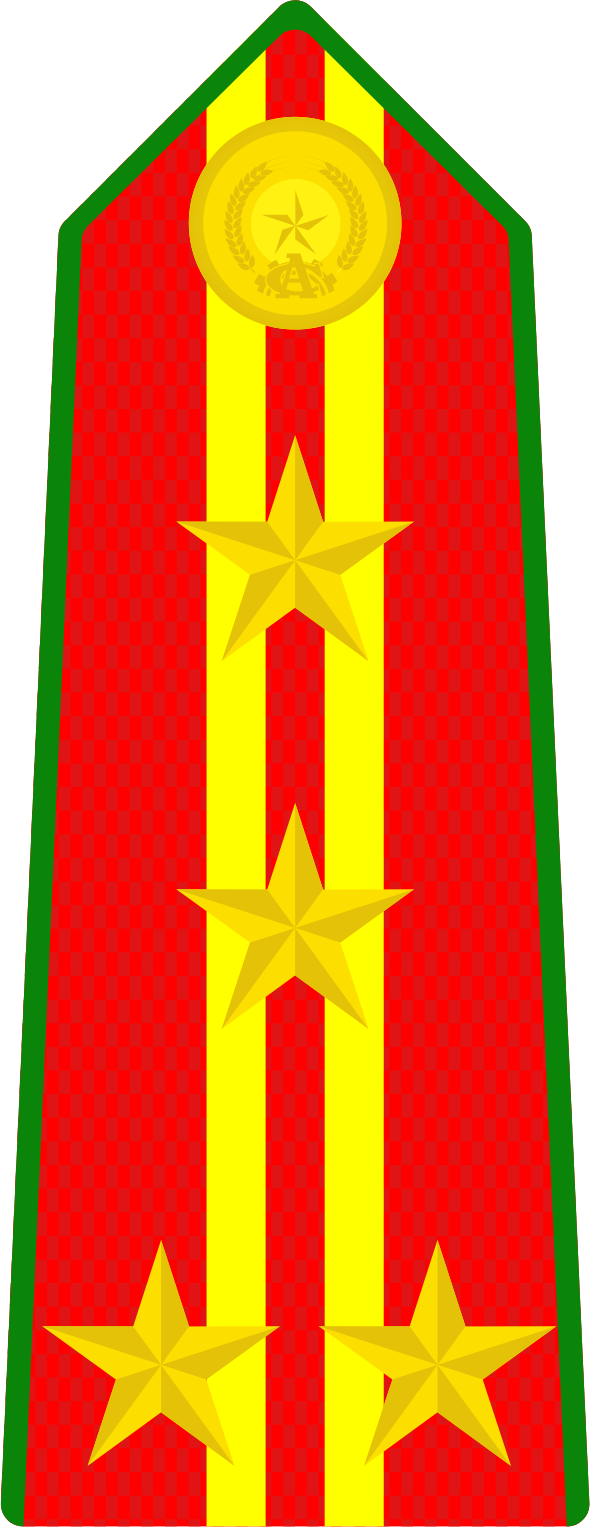
Погон старшого полковника поліції В'єтнаму
Погон старшого полковника армії КНДР
Погон старшого полковника армії Аргентини (Coronel Mayor (Senior Colonel))
Погон старшого полковника (Colonel Major) Збройних сил Марокко
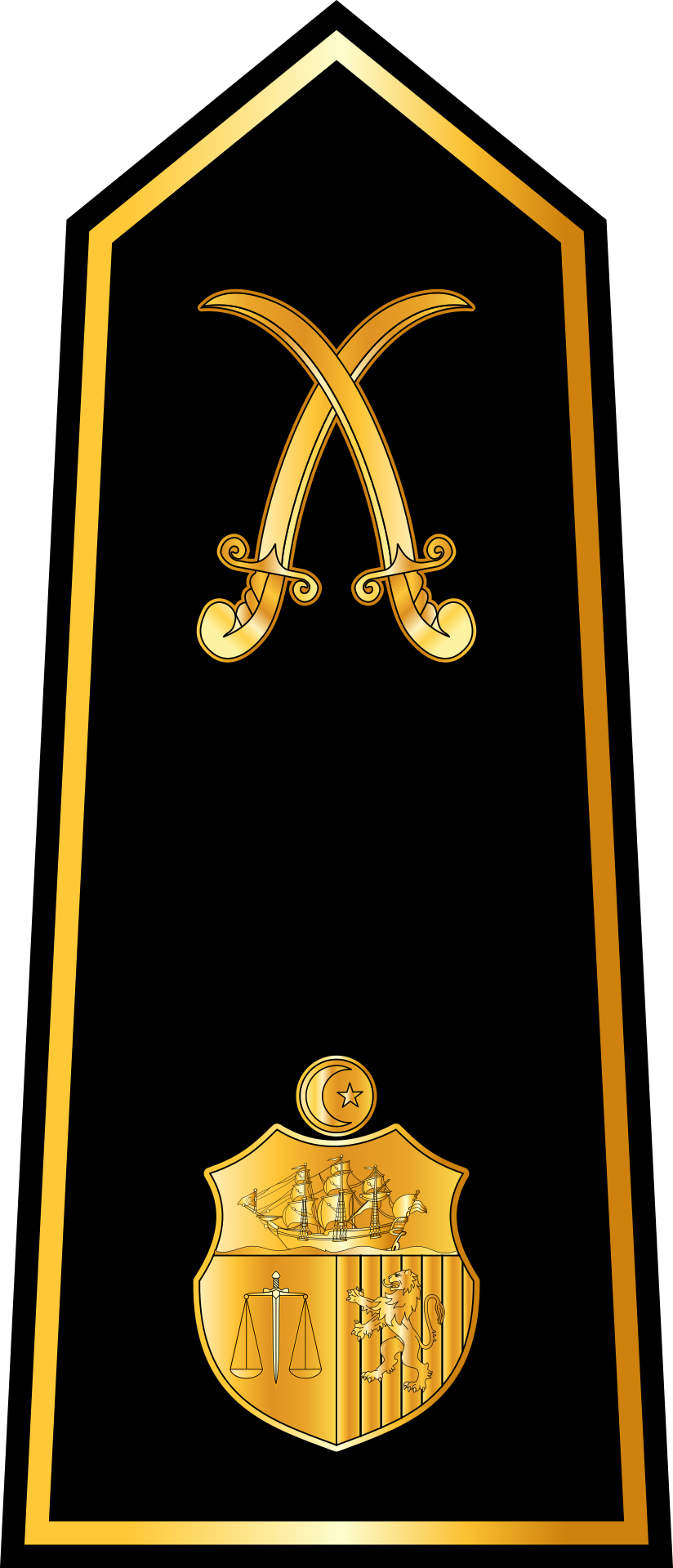
Погон старшого полковника (Senior Colonel, عميد) Збройних сил Тунісу
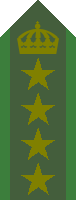
Погон полковника 1-го класу (Överste 1. gr) Збройних сил Швеції (до 2000)
Погон старшого полковника (Colonel Major) Збройних сил Буркіна-Фасо
Погон старшого полковника (Colonel-Major) Збройних сил Кот-д'Івуар
Погон старшого полковника (Colonel-Major) Збройних сил Малі